# Madison Cooper
Madison Alexander Jr. Cooper (Waco, 3 giugno 1894 – Waco, 28 settembre 1956) è stato uno scrittore e filantropo statunitense.

## Biografia

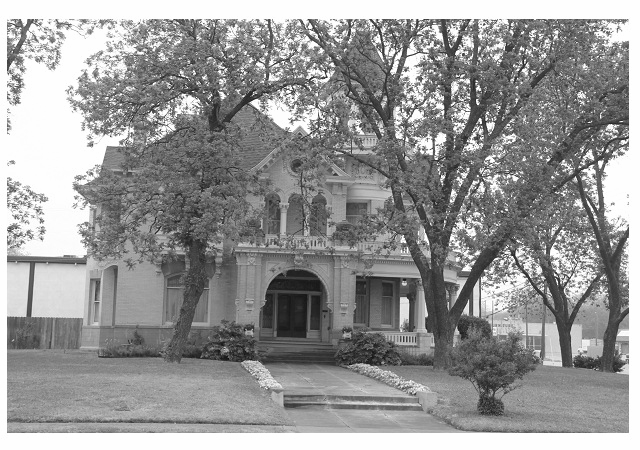
La casa di Madison Cooper 1801, Austin Avenue, Waco, Texas

Laureatosi presso l'Università del Texas a Austin in Inglese, servì come luogotenente e poi capitano nell'esercito degli Stati Uniti durante la prima guerra mondiale.
Iniziò a scrivere racconti negli anni venti, senza ottenere particolare successo. Dopo avervi lavorato per undici anni, giunse con una certa sorpresa, la sua opera più nota: Sironia, Texas. Pubblicata nel 1952, con le sue oltre 1.700 pagine, è una delle opere più lunghe della storia della letteratura statunitense.
Un secondo romanzo, The Haunted Hacienda del 1955 non riscosse analogo successo di pubblico. Scrisse recensioni librarie per il quotidiano Dallas Morning News.
Il terminal dell'aeroporto regionale di Waco è nominato in suo onore.